# 朱新堞
朱新堞，明朝宗室。晋恭王七世孙，家住在汾州。
崇祯十四年（1641年）由宗贡生升为中部知县。有事到别县，土寇乘机攻陷中部县城（今陕西省黄陵县），县丞光先与敌军作战不胜，自焚而死。朱新堞恸哭，为之作诔：“杀身成仁，虽死犹生。”于是朱新堞免官，随后复任。署理之人听说贼寇将至，想要解印而去，朱新堞毅然说：“这就是我献身的时候。”于是受命。得到贼寇所传檄文，大怒撕碎，商议拒守。县城新遭寇乱，没有响应的人，于是让父老速速去，发誓明确必死之心。妻子卢氏，妾薛氏、冯氏，请求先死。他同意了。有女儿几岁，抚摸着她其背而勉励她自缢。左右都苦泣。于是书写表章封印，使人驰送京师，穿好冠带望京师方向而拜，又望拜他的母亲，而后自缢。士民在社坛侧安葬他，以妻女祔葬。